# 東京メルヘン倶楽部
東京メルヘン倶楽部（とうきょうメルヘンくらぶ）は、日本の音楽ユニット。略称は東メル、めるらぶちゃん、TMCなど。

## 概要
ミラ（ボーカル）としずりん（キーボード、コーラス）による音楽ユニット。公式サイトでは”闇堕ち系おゆうぎユニット”と名乗っている。オリジナル曲の他、童謡やアニメソングのアレンジカバー曲を発信している。2021年に結成。
コンセプトとして“厨二病”と“おゆうぎ会”を掲げている。東京メルヘン倶楽部は「世界中を厨二病に染める“世界厨二病化計画”を企む組織」と称しており、厨二病を題材としたアレンジ曲も少なくない。また“おゆうぎ会”に関しては、ワンマンライブの事を“おゆうぎ会”と呼び、ライブでは童謡などの”手遊び”をメンバー観客一体となって行う場面もある。これにちなんで、東京メルヘン倶楽部のファンを“OYUUGI担当（おゆうぎたんとう）”と呼ぶ。
活動に関しては“全年齢対象”を心掛けている。また、「1曲も知らなくても楽しめるライブ」をモットーとしている。
2022年には初のワンマンライブを開催。ミラとしずりんに加え、バックバンド（後述）を新たに加えたバンド編成で披露された。
メンバー2人は2019年頃にInstagramを通じて知り合った。またミラとしずりんのペアに対し、”ミラしず”あるいは”しずミラ”という呼称が使われる事もある。
事務所には所属しておらず、完全セルフプロデュースで活動している。
作曲・編曲はしずりん、作詞はミラとしずりん2人が担当している。また、ライブのバンドアレンジ用の編曲には、バックバンドのプードルちゃん（ドラムス）が携わっている。

## メンバー
ミラ（9月2日 - ）- ボーカル、ギター、カスタネット
- 立ち位置は向かって右。愛称はミラ様。アルファベット表記は”MILA”。
- 金髪ウルフカットの髪型をしている。時折銀色など別の色に染める事もある。ヴィジュアル系の男装メイクをしている。
- 年齢に関しては“厨学二年生”と回答している[動画 3]。
- 血液型B型、身長160cmくらい[動画 3]。
- 神奈川県出身[動画 3]。
- 洗足学園音楽大学出身[注 3]。2024年の秋には同校の100周年フェスにて期間限定バンド"MMRooms愉快な仲間たち"のメンバーとしてライブ活動をした[7]。また2025年の夏には、同じ大学出身のマカロニえんぴつ田辺由明らとセッションバンド"YOSHIAKI with Friends ～そして輝くウルトラサマーセッション～"にボーカルとして参加した[8]。
- 好きなキャラクターは『星のカービィシリーズ』のカービィ、『Fateシリーズ』のアルトリア・ペンドラゴンなど。 また好きなアニメに『NARUTO』『テニスの王子様』『鋼の錬金術師』『コードギアスシリーズ』などを挙げている。
- 好きな食べ物はハンバーグとアイス[動画 4]。好きなお菓子はチョコレート味のもの。
- 好きな服のブランドはVivienneWestwood, Diorなど[9]。
- 好きな花は”淡い色の花”[動画 4]。好きな香りはキンモクセイの香り[動画 5]。
- 好きな色は黒・淡い系の水色[動画 5]。
- アフタヌーンティーとウォーキングが趣味。
- イラストが得意で公式YouTubeチャンネル内の動画および公式グッズに使用されるイラストなども数多く手掛ける。
- 女子校に通っていた頃に女の子にほんの少しちやほやされたのをきっかけに「女の子にモテたい」と調子に乗り始めてしまったと話している[9]。
- 影響を受けたアーティストは、数多くのアニソン・キャラソン、宇多田ヒカル、L'Arc〜en〜Ciel、Acid Black Cherryなど[9]。
- 東京メルヘン倶楽部結成前は別のバンドでギターボーカルをしていた（バンド名は非公表）[10]。
- 厨二病担当。東京メルヘン倶楽部の”世界厨二病化計画”の活動の中心人物だが、ミラ本人はしずりんに指摘されるまで自身が厨二病だと思わなかったという。
- 2025年5月24日に明石昌夫の訃報に接し、「ミラ」という名前の名付け親が同氏である事を自身のXにて公表した[11]。

しずりん（7月21日 - ）- キーボード、コーラス、カスタネット
- 立ち位置は向かって左。愛称はしずりん、しじゅりん。
- 曲によってはメインボーカルを担当する。

どうぶつさん
- 音源、ライブでの専属バックバンド。動物の覆面に園児服という出で立ちで、言葉は一切話さない。コミュニケーションを取る時には、ミラやしずりんに耳打ちをする。
- しずりんが作成した勢力図によると、ウサギさんとプードルちゃんがミラとしずりんを超えて最上位に君臨している[12]。
- メンバーからは”どうぶつさん”と呼ばれ人間としてカウントをしていない[13] 。しかし、しずりんは彼らの説明をする際に時々”着ぐるみ”という表現を用いる[14]。

ウサギさん - ギター
- ウサギの頭をしたギタリスト。
- 出身地は非公開。ライブでの立ち位置は向かって一番右。
- 血液型はA型[MV 1]。
- 好きなものは”げんきん”[MV 2]。
- 大金持ちのキャラクターとして描かれており、”石油王”と呼ばれることもある[15]。また人参が好きなふりをしており、人参があまり得意ではないメンバー2人に食べさせようとする一面もある[16]。

ネコさん - ベース
- 猫の頭をしたベーシスト。どうぶつさんたちの中では黒目が一番小さい。
- 湘南出身。ライブでの立ち位置は向かって一番左。
- 血液型はO型[MV 1]。
- 好きなものは”チュールと おんな”[MV 3]。
- 恋愛経験豊富かつ、時々何をしでかすか分からないキャラクターとして描かれている[17]。

プードルちゃん - ドラムス
- 犬（プードル）の頭をしたドラマー。”ぴえん”の顔文字のような目をしている。
- どうぶつさんの紅一点、という設定[18]。ライブでの立ち位置は中央。
- 血液型はA型[MV 1]。
- 好きなものは”おさけ”[MV 4]。
- 『土曜プレミアム・TEPPEN2023冬【ピアノ＆ドラム音楽の祭典】』にしずりんの応援として他のメンバーと共に出演した際には、司会のネプチューン原田泰造と堀内健から”今日何を食べてきたか””どこ生まれか”と2度に渡り質問され、”ぴざ（ピザ）” ”かまた（蒲田）”と答えて会場を笑いに包んだ。その際にスケッチブックとマジックペンを使ってコミュニケーションをとっており、TV放送後の東京メルヘン倶楽部の動画でもスケッチブックを持って登場した[動画 6]。

## 公式キャラクター
東京メルヘン倶楽部の公式キャラクター。
2021年11月より自主制作ショートアニメ「めるらぶっ！！」が公式Youtubeチャンネルにて配信されている。
脚本・キャラクター原案はしずりん、イラストはミラが担当。全登場人物の声をしずりんとミラ2人で担当している。
また2nd single CDに収録されている「human & animals」と「キラキラ☆マジカル」はそれぞれ2匹のキャラクターソングとなっている。
インフェルノ
声 – ミラ
ミラをご主人様と呼び同じ屋根の下で暮らす妖精。いわゆる厨二病であり、右眼に眼帯をつけている。本名は山田ひろし（やまだひろし）だが、”インフェルノ”と周りには呼ばせている。”何かかっこいいから”という理由で英語で書かれた言葉やグッズに強い興味を示すが、本人は正しい意味を理解していない。モチーフとなった動物はツンドラオオカミ。
めめてゃ
声 – しずりん
しずりんをご主人様と呼び同じ屋根の下で暮らす妖精。耳と首元にリボンを付けている。フルネームは佐藤愛々天夜（さとうめめてゃ）だが、本人は自分の名前をよく思っていない。モチーフとなった動物はカラカル。

## 来歴

### 2021年
- 7月22日、東京メルヘン倶楽部結成。公式YouTubeチャンネルに1作目の動画『V系っぽいハム太郎』を投稿。
- 8月24日、Twitterアカウントのフォロワー数が10,000人を突破した事を記念し、オリジナル曲『ありがとう10000のフォロワー』を発表。
- 12月31日、公式YouTubeチャンネル登録数が10,000人を突破[20]。

### 2022年
- 4月1日、山陰観光連盟とのタイアップ動画を配信。4月1日限定で鳥取メルヘン倶楽部として活動。
- 4月9日、はじめてのYouTubeライブ配信。
- 4月11日、愛知県警察公式チャンネルとのタイアップ動画を配信[21][動画 7]。
- 6月20日、初ワンマンライブ「メルヘンおゆうぎ会」を開催。
- 8月9日、椎名ひかり主催「やみのうたげvol.8 ～まかいのなつやすみ～」に出演[22]。
- 9月17日「TOKYO CALLING 2022」に出演[23]。
- 10月7日、初のフォトブック「たのしい東京メルヘン倶楽部」が新紀元社より刊行。
- 11月2日、オリジナル曲『human＆animals』が公式TikTokチャンネルで100万再生を突破[24]。
- 12月11日（～2023年1月25日）、初の東名阪ツアーライブ「メルヘンえんそく」を開催。1st CDシングル「maerchen」をライブ会場にて販売開始。

### 2023年
- 1月12日、日本テレビ『スッキリ』にてYouTube 動画『働きすぎの呼び込み君』が紹介される。
- 2月4日、フジテレビ『土曜プレミアム・TEPPEN2023冬【ピアノ＆ドラム音楽の祭典】』に出演。
- 4月1日、再び鳥取メルヘン倶楽部として1日限定で活動。鳥取県「鳥鐵旅」の観光プロモーションの一環として事前に現地を観光して作成したMVを公開。若桜鉄道若桜線にある若桜駅の「枕木オーナー」にもなったと発表[動画 8]。
- 4月14日、ゴシック・アンド・ロリータブランドMIHO MATSUDA(ミホマツダ)の4月下旬発売の新作衣装にモデルとして参加。また、同ブランドによる8月・9月・10月発売の新作衣装にもモデルとして参加。
- 4月14日、Nintendo Switchソフト「ぬすんであそぼ！ドロボー幼稚園」とのタイアップ企画[25]。
- 6月10日、東京都秋葉原にある鉄道居酒屋LittleTGVの「鳥鐵旅（とりてつたび）」のイベントとして、東京メルヘン倶楽部をイメージしたオリジナルカクテルが期間限定で販売[26]。
- 6月20日、1st CDシングル「maerchen」のサブスク配信を開始。
- 8月22日、ファッションブランド Ozz On Japan の公式インフルエンサーとして、初秋の新作商品を紹介する動画が Ozz On Japan のYouTubeチャンネルから公開される[動画 9][動画 10]。翌年にも、同ブランドの春や夏のアイテムを紹介する動画が何本か公開される[動画 11][動画 12]。

### 2024年
- 6月16日、初の無料ワンマンライブを開催[27]。2nd single CD『charason』をリリース[19]。
- 同じく6月16日、初のMVとなる「なかゆびっ☆」をYouTubeとTikTokで公開[MV 5][動画 13]。
- 6月29日、ガーリー&ロリータファッションメディア『tulle（チュール）』主催のファッションショーイベントに出演[28]。
- 8月13日、YouTube配信ドラマ「呪縛少女バギラちゃん」のOP曲「脈アリ♡spirits!」を担当[動画 14]。テーマ曲を担当するのは今作が初[29]。
- 9月26日に佐藤ノア&suga/es主催サーキットイベント「MENI MENI FES vol.1」に出演[30]。
- 10月4日に十七代目梅雨将軍2man series『メルヘン魔法将軍になり隊』に出演。魔法少女になり隊と2マンライブを開催した[31]。
- 12月30日に、池袋Adm年末イベント「Admさん魂のCOUNTDOWN LIVE 2024/2025」に出演[32]。

### 2025年
- 1月5日、1stフルアルバム「ALBUM」がデジタル配信リリースされる[33]。同日iTunes Storeのランキング「ロック　トップアルバム・日本」において24位を獲得する[34]。
- 1月18日、X（旧Twitter）に「幼稚園で無双するカエルのうた」を投稿。3日間で5万いいねを獲得する[35]。
- 1月20日、X（旧Twitter）アカウントのフォロワー数が30,000人を突破[36]。
- 1月23日、iTunes Storeのランキング「ロック　トップアルバム・日本」において9位を獲得[37]。
- 1月25日（〜2月15日）、2年ぶりの東名阪ツアーライブ「東京メルヘン倶楽部 "ALBUM" TOUR 2025」を開催。1st フルアルバム「ALBUM」を会場にて販売した[38]。ツアーファイナルの東京公演にはゲストにアイリフドーパを迎えた[39]。
- 2月16日に開催される、「寿司くん&ライブキッズあるある中の人 presents  CREATORS FESTIVAL 2025」に出演[40]。
- 3月13日、大阪にて無料ワンマンライブを開催[41]。
- 3月16日、すごいバンド名にしたかった。の2ndツアー「すごバン。よ大志を抱け！！」に出演[42]。
- 6月、ゴシック&ロリータ&ガーリー系ファッション紙媒体情報誌『Merveille（メルヴェイユ） 』に掲載[43]。
- 7月5日、6日、ライブサーキットフェス「見放題」に出演[44]。
- 9月2日、「打首獄門同好会 ついに対バンしてみようツアー2025」にて、打首獄門同好会と2マンライブを開催予定[45]。
- 9月8日、東京・渋谷CLUB QUATTROで活動史上最大規模のワンマンライブを開催予定[46]。
- 9月28日、「TOKYO CALLING 2025」に出演予定[47]。

## 主なライブ

### ワンマンライブ
| 年     | タイトル                                             | 日程     | 会場                                    |
| ------ | ---------------------------------------------------- | -------- | --------------------------------------- |
| 2022年 | 「メルヘンおゆうぎ会」                               | 6月20日  | 東京・渋谷スターラウンジ                |
| 2022年 | 「メルヘンおたんじょうび会～しずりん編～」           | ８月1日  | 東京・渋谷 TAKEOFF7                     |
| 2022年 | 「メルヘンおたんじょうび会～ミラ様編～」             | 9月8日   | 東京・渋谷 CHELSEA HOTEL                |
| 2022年 | 「メルヘンどうぶつえん-プードルちゃん編-」           | 11月1日  | 東京・渋谷 LOFT HEAVEN                  |
| 2022年 | 東名阪ツアー「メルヘンえんそく」                     | 12月11日 | 大阪・TH-R HALL                         |
| 2022年 | 東名阪ツアー「メルヘンえんそく」                     | 12月16日 | 愛知・新栄シャングリラ                  |
| 2023年 | 東名阪ツアー「メルヘンえんそく」                     | 1月25日  | 東京・渋谷WWW                           |
| 2023年 | 「メルヘンどうぶつえん-ネコさん編-」                 | 2月22日  | 東京・渋谷 GARRET udagawa               |
| 2023年 | 「メルヘンどうぶつえん-ウサギさん編-」               | 3月3日   | 東京・六本木 unravel tokyo              |
| 2023年 | 「メルヘンおたんじょうび会2023-ミラ＆しずりん編-」   | 8月20日  | 東京・下北沢近松                        |
| 2024年 | 「HAPPY NEW MAERCHEN 2024」                          | 1月7日   | 東京・吉祥寺 Planet K                   |
| 2024年 | 無料ワンマンライブ「東京無料メルヘン倶楽部」         | 6月16日  | 東京・渋谷スターラウンジ                |
| 2024年 | 「メルヘンおたんじょうび会2024」                     | 8月17日  | 東京・原宿RUIDO                         |
| 2025年 | 東名阪ツアー「東京メルヘン倶楽部 "ALBUM" TOUR 2025」 | 1月25日  | 大阪・TH-R HALL                         |
| 2025年 | 東名阪ツアー「東京メルヘン倶楽部 "ALBUM" TOUR 2025」 | 1月26日  | 愛知・新栄シャングリラ                  |
| 2025年 | 東名阪ツアー「東京メルヘン倶楽部 "ALBUM" TOUR 2025」 | 2月15日  | 東京・原宿RUIDO ※ゲスト：アイリフドーパ |
| 2025年 | 無料ワンマンライブ「大阪無料メルヘン倶楽部」         | 3月13日  | 大阪・CLUB GARDEN                       |
| 2025年 | 「メルヘンおたんじょうび会2025」                     | 8月13日  | 東京・渋谷 CHELSEA HOTEL                |
| 2025年 | 史上最大規模ワンマンライブ「漆黒のクアトロ」         | 9月8日   | 東京・渋谷CLUB QUATTRO                  |

### 出演イベント
| 年     | タイトル                                                                  | 日程     | 会場                                | 備考                                    |
| ------ | ------------------------------------------------------------------------- | -------- | ----------------------------------- | --------------------------------------- |
| 2022年 | 椎名ひかり主催 「やみのうたげvol.8 ～まかいのなつやすみ～」               | 8月9日   | 東京・新宿 Zirco Tokyo              |                                         |
| 2022年 | 「TOKYO CALLING 2022」                                                    | 9月17日  | 東京・新宿 club SCIENCE             |                                         |
| 2024年 | 「tulle presents Tea Party&Fashion Show ~2024 Summer~ 」                  | 6月29日  | 東京・原宿Solomons ソロモンズ       | ファッションショーイベント              |
| 2024年 | 「MENI MENI FES vol.1」                                                   | 9月26日  | 東京・SHIBUYA QUATRO／TAKEOFF7      |                                         |
| 2024年 | 十七代目梅雨将軍2man series 「メルヘン魔法将軍になり隊」                  | 10月4日  | 東京・池袋Adm                       | 魔法少女になり隊との 2マンライブ        |
| 2024年 | 「Admさん魂のCOUNTDOWN LIVE 2024/2025」                                   | 12月30日 | 東京・池袋Adm                       |                                         |
| 2025年 | 寿司くん & ライブキッズあるある中の人 presents 「CREATORS FESTIVAL 2025」 | 2月16日  | 東京・原宿RUIDO                     |                                         |
| 2025年 | すごいバンド名にしたかった。 「すごバン。よ大志を抱け！！」               | 3月16日  | 東京・新宿Antiknock                 | すごいバンド名にしたかった。の2ndツアー |
| 2025年 | 見放題大阪2025                                                            | 7月5日   | 大阪・FANJ twice                    |                                         |
| 2025年 | 見放題名古屋2025                                                          | 7月6日   | 愛知・CLUB ROCK’N’ROLL              |                                         |
| 2025年 | 打首獄門同好会 ついに対バンしてみようツアー2025                           | 9月2日   | 兵庫・THE LIVE HOUSE CHICKEN GEORGE | 打首獄門同好会との 2マンライブ          |
| 2025年 | 椎名ひかり主催 「闇ノ宴Vol.14～魔界の集い～」                             | 9月15日  | 東京・池袋BLACK HOLE                |                                         |
| 2025年 | TOKYO CALLING 2025                                                        | 9月28日  | 東京・渋谷                          |                                         |

## ディスコグラフィ

### シングル
CDシングル（CD媒体はライブ会場および公式通販サイトにて販売。2枚ともサブスク配信にも対応）
1st single「maerchen」　-収録曲（1.メルヘン　2.チョキ×3　3.ありがとう10000のフォロワー）
2nd single「charason」 -収録曲（1.human & animals　2.キラキラ☆マジカル　3.キラキラ☆マジカル（コール入りバージョン）　4. めるらぶっ！！ボイスドラマ特別編「じこぶっけん」　）

### アルバム
CDアルバム（CD媒体はライブ会場および公式通販サイトにて販売。サブスク配信にも対応。）
1st album「ALBUM」 -収録曲 （1.TOKYO MAERCHEN OVERTURE　2.なかゆびっ☆　3.脈アリ♡spirits!　4.マリトッツォ　5.ドライアイ　6.はむろち 〜ハムスター6兆匹分のかわいい〜　7.everyday cheatday　8.猫犬兎　9.†血ガ欲シイ†　10.トライアングル　11.human & animals　12.憧れ　13.メルヘン）

## タイアップ
| 起用年 | 曲名                | タイアップ                                    |
| ------ | ------------------- | --------------------------------------------- |
| 2024年 | 「脈アリ♡spirits!」 | YouTube配信ドラマ「呪縛少女バギラちゃん」OP曲 |

## 出演

### テレビ番組
- 「上田と女が吠える夜」（日本テレビ、2022年4月6日）　– しずりんのみ
- 「スッキリ」（日本テレビ、2023年1月12日） - 動画「働きすぎの呼び込み君」が番組コーナー内で紹介される
- 「土曜プレミアム・TEPPEN2023冬【ピアノ＆ドラム音楽の祭典】」（フジテレビ、2023年2月4日） - しずりん（チーム五条院としてピアノ演奏）、ミラとどうぶつさん（応援として出演）

### 書籍
- 『たのしい東京メルヘン倶楽部』（新紀元社、2022年10月7日）
- 『Merveille-メルヴェイユ- vol.004』（2025年6月下旬）[49]

### モデル
- MIHO MATSUDA（ミホマツダ）
- Ozz On Japan（オッズオンジャパン）